# Бондарево (Усвятский район)
Бондарево — деревня в Усвятском районе Псковской области России. Входит в состав Усвятской волости.

## География
Расположена в 18 км к юго-востоку от райцентра Усвяты, на восточном побережье Усвятского озера.

## Население
| 2001 | 2002 | 2010 |
| ---- | ---- | ---- |
| 43   | ↘36  | ↘26  |

Численность населения деревни по оценке на начало 2001 года составляла 43 жителя.

## История
С января 1995 до июля 2010 года деревня входила в состав ныне упразднённой Чеснорской волости.